# Valle Vermenagna
Valle Vermenagna ist ein Tal in den italienischen Seealpen in der Provinz Cuneo, Region Piemont. Durch das Tal führt die nördliche Zufahrt zum Colle di Tenda (deutsch: Tenda-Pass). Der höher gelegene westliche Teil des Tals gehört zum geschützten Parco Naturale delle Alpi Marittime. 

## Beschreibung
Der Fluss Vermenagna, der dem Tal den Namen gibt, entspringt oberhalb der Gemeinde Limonetto in einer Höhe von rund 2000 m und mündet nach 27,1 km auf einer Höhe von 610 m in den Fluss Gesso. Die wesentlichen Gipfel des Tals sind Rocca dell’Abisso (2755 m), Cima della Fascia (2495 m) und Monte Bussaia (2451 m). Die Nachbartäler sind im Norden das Valle Gesso, im Süden das zu Frankreich gehörende Tal der Roya und östlich das zu den ligurischen Alpen gehörende Tal des Pesio. Nebentäler zweigen in Vernante und in Limone Piemonte ab. Die Bewohner des Tals gehören zum okzitanischen Sprachraum.

## Geschichte
Durch den über den Tenda-Pass führenden Verkehrsweg nach Frankreich war das Tal schon immer von militärischer Bedeutung. Nach der Römerzeit und verschiedenen Wechseln gehörte das Tal ab dem 11. Jahrhundert zum Bistum Asti. Im Jahr 1364 ging das Tal an das Haus Savoyen über. Unter ihrer Regentschaft und insbesondere zur Zeit Napoleons wurde die Straße ausgebaut. Ende des 19. Jahrhunderts wurde auf dem Pass in einer Höhe von 1908 m die Festung Forte Centrale errichtet. Sie sollte zur Verteidigung der italienischen Seite dienen. Benötigt wurde sie allerdings nie.

## Wirtschaft
Traditioneller Wirtschaftszweig ist die Landwirtschaft. Die Straßenverbindung über den Tanda-Pass hat durch den 1882 fertiggestellten Straßentunnel wesentlich an Bedeutung gewonnen. 1928 wurde die Tendabahn als durchgehende Eisenbahnverbindung von Cuneo nach Nizza eingeweiht. Beides förderte den Tourismus, der vor allem in der Region um Limone Piemonte ein wichtiger Wirtschaftsfaktor ist. Die Gemeinde ist eine bekannte Skistation, die über ein umfangreiches Angebot an Pisten und Liften verfügt. Auch im Sommer ist die Region bei Wanderern, Mountainbikern und anderen Freizeitsportlern beliebt. Im Tal sind im Verlauf des 20. Jahrhunderts verschiedene Industrieanlagen und Bergbaubetriebe entstanden (Zementherstellung, Papierwerke, Chemie), die zum Teil allerdings heute wieder geschlossen sind.